# ゼロネットワークス
株式会社ゼロネットワークス（英: ZERO NETWORKS CO.,LTD.）とは、かつて存在したコンビニATMの運営等を行う会社である。

## 概説
当初は、大垣共立銀行と共同で岐阜県、愛知県のサークルK及びサンクスに設置されたゼロバンクの管理運営を行う企業として発足。その後、りそな銀行が関西圏（後に、北海道、東北、関東、北陸、中国、四国、九州も対象となった）のサークルKサンクス（のちのファミリーマート）運営店舗にBankTimeの設置を行うことに伴い、そちらの運営も併せて手がけることになった。
2017年3月1日にファミリーマートがゼロネットワークスを吸収合併した。以後、ゼロバンクおよびBankTimeの運営はファミリーマートが行う。
ただし、2018年5月17日付けのりそな銀行・埼玉りそな銀行のプレスリリース内で、「バンクタイムATM」は、りそな銀行のオリジナルブランドとして展開するATMサービスです。という記述がなされている。

## 展開ブランド
ゼロバンク
当初は中京圏や首都圏で展開していたが、現在は岐阜・愛知の2県でのみ展開。2017年7月以降にはゆうちょ銀行ATMへの置き換えが開始されるため、完了をもってサービス終了。
BankTime
当初は関西圏で展開していたが、現在は東海4県（岐阜・静岡・愛知・三重）およびサークルK、サンクス非出店地域を除く全国で展開。2016年9月1日に実施された株式会社サークルKサンクスから株式会社ファミリーマートへの社名変更後は、ブランド転換後のファミリーマート店舗においても引き続き設置されている。
しかし、2018年5月17日付けプレスリリースによると、2019年1月以降のゆうちょ銀行ATMへの置き換え予定が発表された。